# Historia postal de Alemania

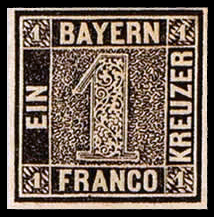
Bavaria Scott # 1, el primer sello alemán, 1849

La historia postal de Alemania refleja la compleja historia del país en los últimos 150 años. En los días del Imperio alemán (Deutsche Reich), entre 1871 y 1945, el servicio postal fue proporcionado por el Reichspost. Después del final de la Segunda Guerra Mundial, el Reichspost dio paso al Deutsche Post bajo el control de los aliados (1945-1949), y después de la ruptura del país fue reemplazado por el Deutsche Post de la República Democrática Alemana (1949-1990) y el Deutsche Bundespost de la República Federal Alemana (1949-1995), mientras que la ciudad de Berlín Oeste poseía su propio servicio, el Deutsche Bundespost Berlin (1949-1990). Después de la reunificación de Alemania, se creó Deutsche Post AG (desde 1995). 

## Metzger Post
Se cree que el Metzger Post es quizás el primer servicio postal internacional de la Edad Media. El gremio de carniceros (en alemán: Metzger) organizó servicios de correo con caballos. Cuando llegaba el correo se usaba una corneta de posta para anunciarlo, así que se diseñó un emblema comúnmente conocido para los servicios postales. El Metzger Post se estableció en el siglo XII y sobrevivió hasta 1637, cuando se hizo cargo el monopolio de Thurn und Taxis.

## Thurn und Taxis
En 1497, en nombre del emperador Maximiliano I del Sacro Imperio Romano Germánico, Franz von Taxis estableció un servicio postal que reemplazó al courier ad-hoc para el correo oficial. Se creó un sistema de relevo de caballos que acortó el tiempo de tránsito para el correo e hizo predecible su arribo. A partir de entonces, la casa de Thurn und Taxis usando la librea imperial amarilla y negra mantuvo el privilegio postal durante muchos siglos. El correo Thurn-und-Taxis empleó a los primeros entrenadores de correo tirados por caballos en Europa desde la época romana (en 1650).

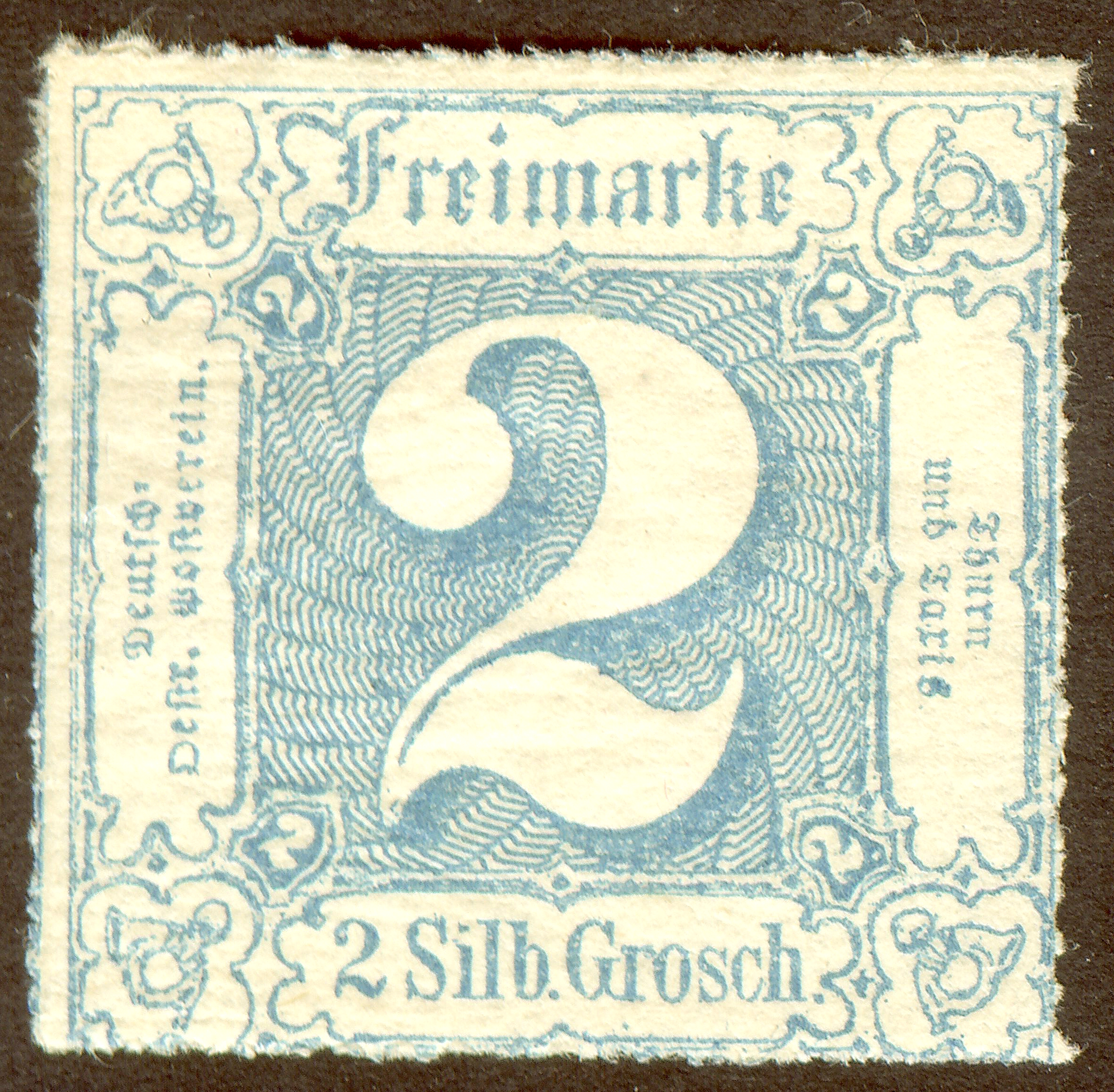
Sello Thurn und Taxis, Distrito Norte, 1865.
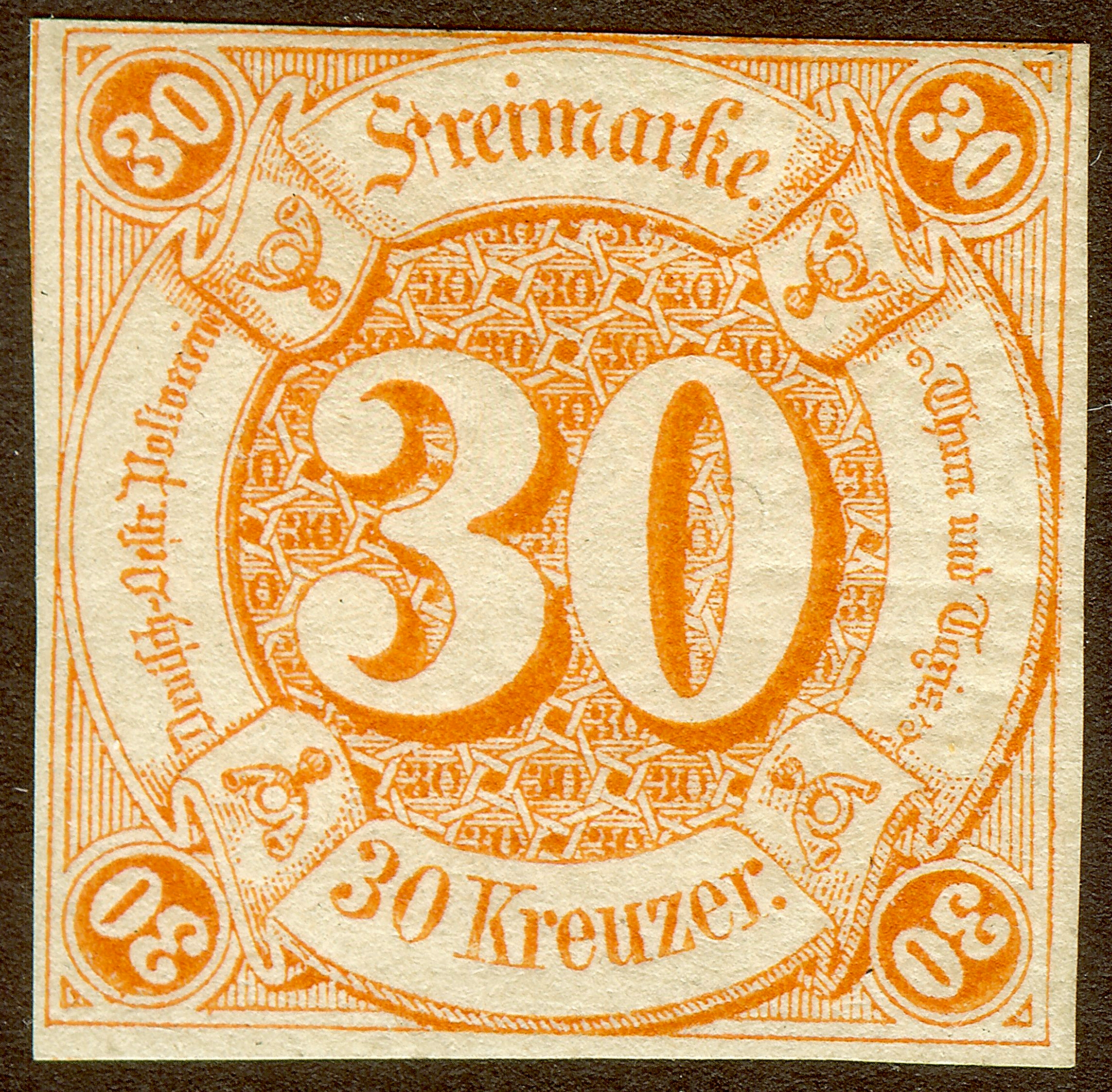
Sello Thurn und Taxis, Distrito Sur, 1859.

Thurn und Taxis perdió el monopolio cuando Napoleón Bonaparte otorgó a la Confederación del Rin el derecho a prestar servicios postales. La agencia continuó operando e incluso emitió algunas estampillas, pero cuando Prusia creó la Confederación Alemana del Norte, Thurn und Taxis tuvo que vender sus privilegios en 1867.

## Estados alemanes
Antes de la unificación alemana de 1871, los estados alemanes comenzaron a emitir sus propios sellos, primero Baviera, el 1 de noviembre de 1849, con el Schwarzer Einser. Los estados o entidades que emitieron sellos posteriormente fueron Baden (1851), Bergedorf (1861), Brunswick (1852), Bremen (1855), Hamburgo (1859), Hannover (1850), Heligoland (1867), Lübeck (1859), Mecklemburgo- Schwerin (1856), Mecklemburgo-Strelitz (1864), Oldenburg (1852), Prusia (1850), Sajonia (1850), Schleswig-Holstein (1850) y Württemberg (1851). También Thurn und Taxis, que aunque no era un estado tenía la autoridad de emitir estampillas y transportar correo (1852). Los estados del norte de Alemania se unieron a la Confederación Alemana del Norte en 1868 y unieron sus servicios postales en el "Distrito Postal del Norte de Alemania" (Norddeutscher Postbezirk). Después de la unificación, Baviera y Württemberg retuvieron su autoridad postal para continuar produciendo sellos hasta el 31 de marzo de 1920.

## Alemania imperial (1871-1918)

### Reichspost
El Deutsche Reichspost comenzó a funcionar oficialmente el 4 de mayo de 1871 utilizando inicialmente sellos de la Confederación Alemana del Norte hasta que emitió sus primeros sellos el 1 de enero de 1872. Heinrich von Stephan, inventor de la tarjeta postal y fundador de la Unión Postal Universal, fue el primer director general de Correos.  Los sellos más comunes del Reichspost fueron los sellos de Germania, los cuales se emitieron desde 1900 hasta 1922, lo que la convierte en la serie más antigua de la filatelia alemana con el cambio en la inscripción de Reichspost a Deutsches Reich como principal modificación  durante este período.

## República de Weimar (1918-1933)

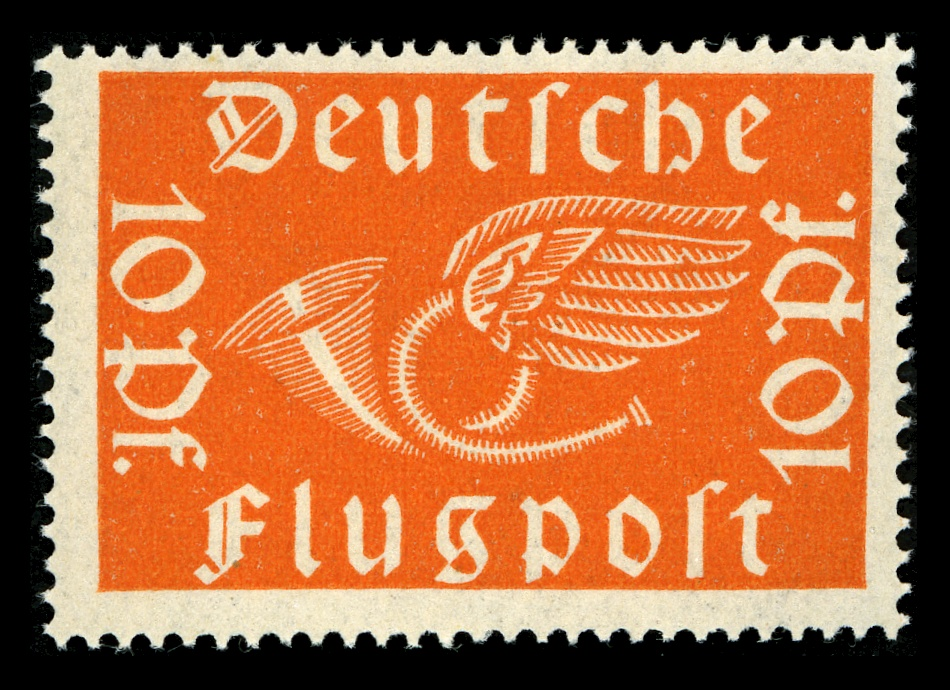
Scott # C1 de 1919, el primer sello de correo aéreo

### Reichspost

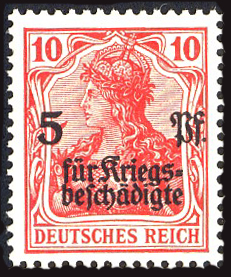
Scott # B1 de 1919, el primer sello semipostal

El Reichspost continuó funcionando como una entidad gubernamental después de que Alemania se convirtiera en una república. En 1919, el Reichspost emitió sus primeros sellos conmemorativos, de correo aéreo y semipostales. El primer sello semipostal en 1919 tenía un recargo en beneficio de los inválidos de la guerra (Scott # B1). En 1923 durante la hiperinflación, el Reichspost emitió sellos de hasta 50 mil millones de marcos. La serie principal de sellos común era la serie del "famoso pueblo alemán" seguida de los sellos de Paul von Hindenburg. El primero de los valiosos sellos alemanes Zepelín apareció en 1928 (Scott # C35-37). 

### Plebiscitos de 1920
Después del Tratado de Versalles, diversas regiones alemanas se sometieron a plebiscitos en 1920 para determinar su futuro destino. Estas regiones emitieron brevemente sellos: Allenstein y Marienwerder, Schleswig y Alta Silesia.

### Danzig
Después del Tratado de Versalles, la Ciudad libre de Danzig se estableció como una entidad independiente en 1920. Al principio todavía se usaban sellos alemanes, después de un tiempo sobreimpreso con "Danzig". A partir de entonces, Danzig introdujo sus propios sellos hasta 1939. Además, el Correo Polaco mantuvo su presencia en Danzig y emitió estampillas sobreimpresas con Port Gdansk. 

### Territorio de Memel

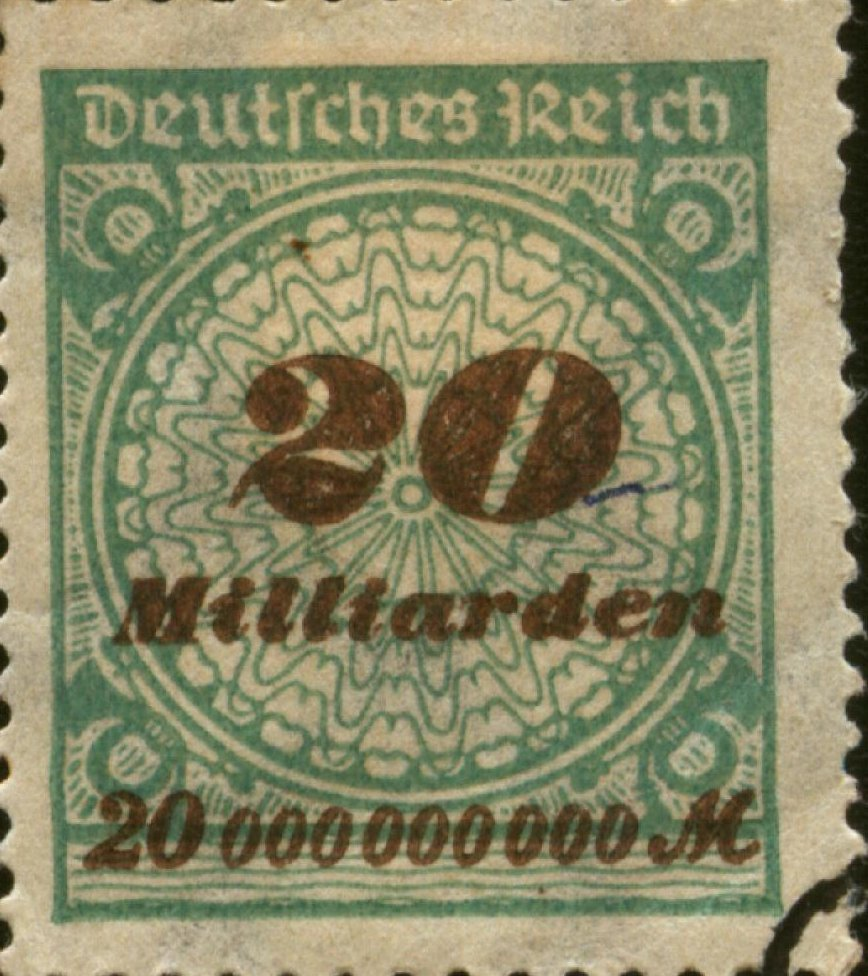
Sello de hiperinflación, 1923 (Scott # 298)

Después del Tratado de Versalles, se estableció el Territorio de Memel (Memelland, Klaipeda). Inicialmente se utilizaron sellos sobreimpresos alemanes, luego franceses y lituanos. Memel emitió sellos entre 1920 y 1923 cuando fue anexionado por Lituania.

### Sarre
Después del Tratado de Versalles, el Territorio de la Cuenca del Sarre fue administrado por la Sociedad de las Naciones. Emitió sus propios sellos de 1920 a 1935 cuando retornó a Alemania después de un plebiscito. Los primeros sellos fueron estampillas sobreimpresas alemanas y bávaras. Después de la Segunda Guerra Mundial, el Protectorado del Sarre quedó bajo la administración francesa y emitió sus propios sellos de 1947 a 1956. Tras un referéndum, fue devuelto a Alemania en 1956 y continuó su serie propia de sellos hasta 1959.

## Alemania nazi (1933-1945)

### Reichspost
Durante el Tercer Reich, el Reichspost continuó funcionando como un monopolio gubernamental bajo los auspicios del Ministerio de Asuntos Postales del Reich. La propaganda nazi se apoderó e influyó en el diseño y la política del sello. El sello de la cabeza de Hitler se convirtió en un sello de uso común, emitiéndose una gran cantidad de sellos semipostales. En el último año antes del final de la guerra, la inscripción del sello "Deutsches Reich" cambió a "Grossdeutsches Reich" (Gran Imperio Alemán). Los sellos de correos de campaña se emitieron para las fuerzas militares a partir de 1942. El primer sistema de código postal del mundo se introdujo el 25 de julio de 1941 con un sistema de números de dos dígitos. Este sistema se usó inicialmente para el servicio de paquetes y luego se aplicó a todas las entregas de correo.

### Sudetes/Bohemia y Moravia
Después del acuerdo de Múnich, los Sudetes se convirtieron en territorio alemán en 1938 e inicialmente, los sellos checoslovacos se usaron localmente con una sobreimpresión, antes de que las estampillas alemanas estuvieran disponibles. Después de la ocupación de Checoslovaquia en 1939, los sellos checoslovacos se imprimieron inicialmente antes de que Bohemia y Moravia emitieran nuevos diseños. Estos nuevos sellos se emitieron hasta 1945.

### Ocupaciones alemanas de la Segunda Guerra Mundial
Durante el transcurso de la Segunda Guerra Mundial, las autoridades alemanas emitieron sellos en Albania, Alsacia, Bélgica, Islas del Canal, Estonia, partes de Francia, Kotor, Curlandia, Letonia, Lituania, Luxemburgo, Macedonia, Montenegro, Polonia (Gobierno General), parte de Rusia, Serbia, Eslovenia, Ucrania, Zante y Zadar.

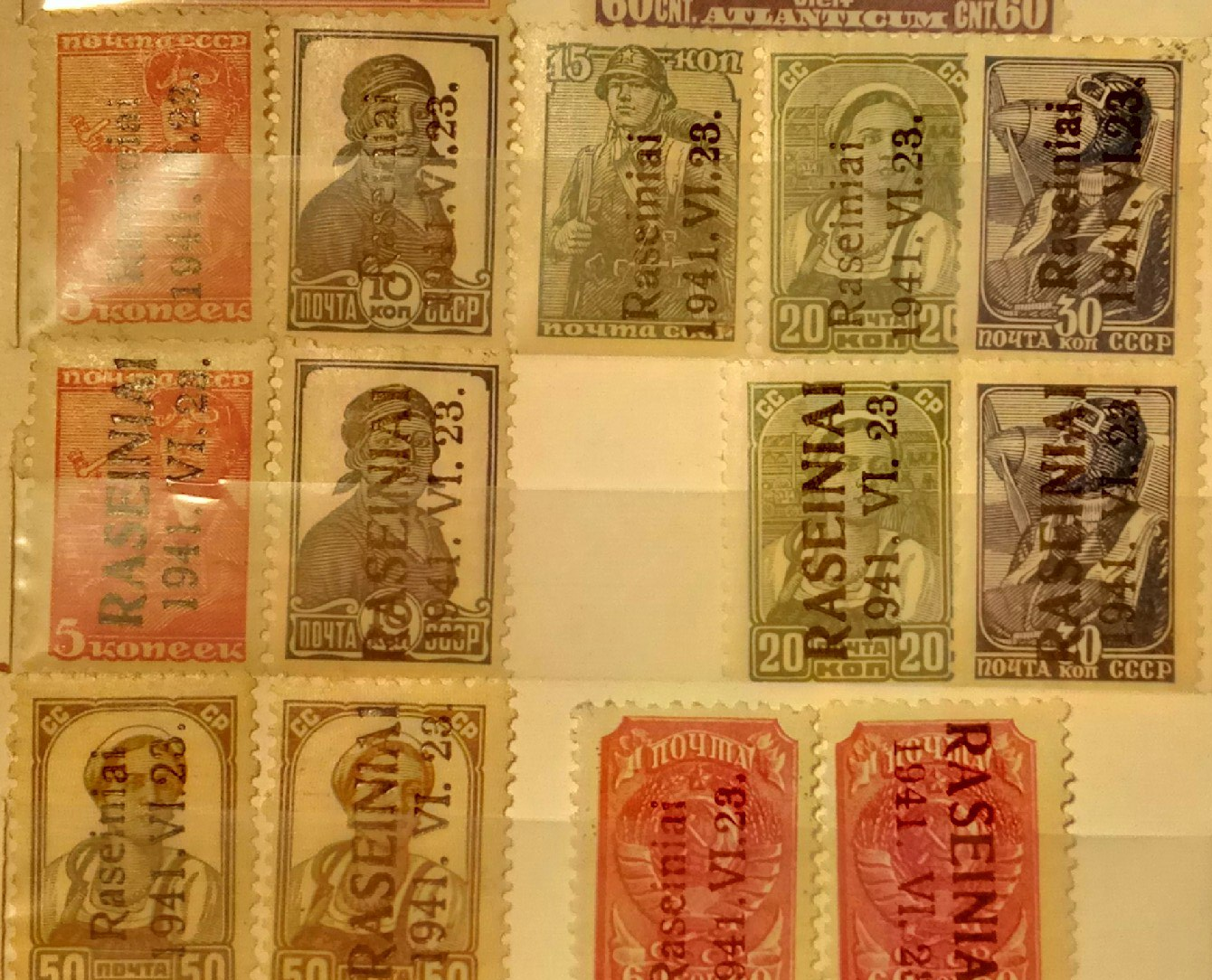
Sello alemán en el franqueo de la URSS, con la fecha de la Batalla de Raseiniai
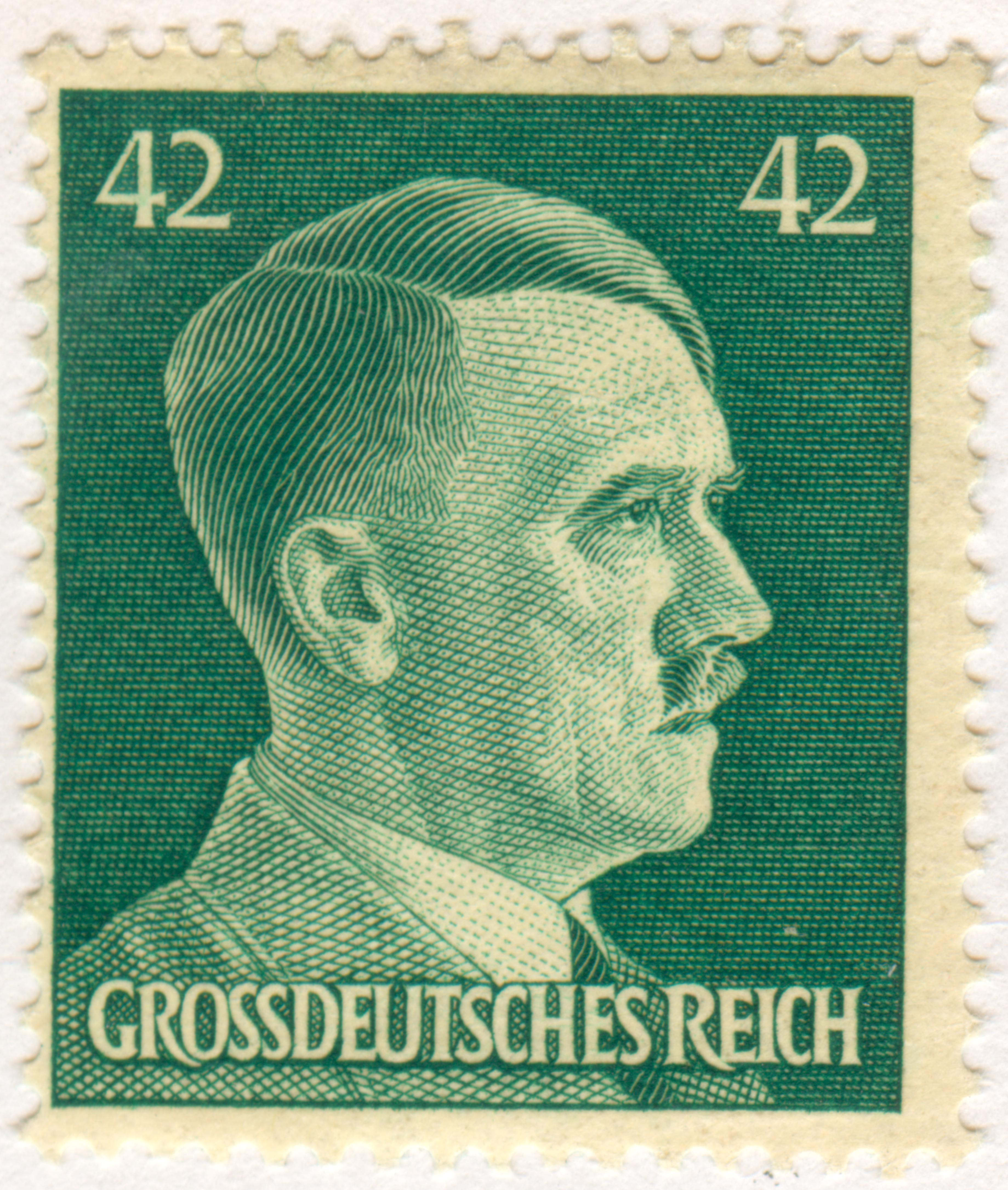
Sello de la Alemania nazi: canciller y Führer del Gran Reich alemán, Adolf Hitler (1944)

## Alemania dividida (1945-1990)

### Asuntos locales
Durante el proceso del colapso de la Alemania nazi, los servicios de correo se interrumpieron o cesaron. Varias comunidades establecieron servicios locales durante el vacío a menudo utilizando sellos de Hitler desfigurados.

### Ocupación aliada

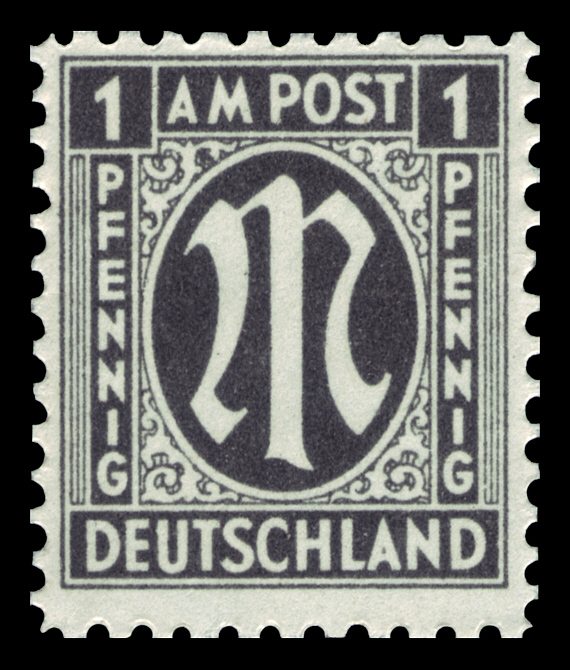
Sello postal de 1945

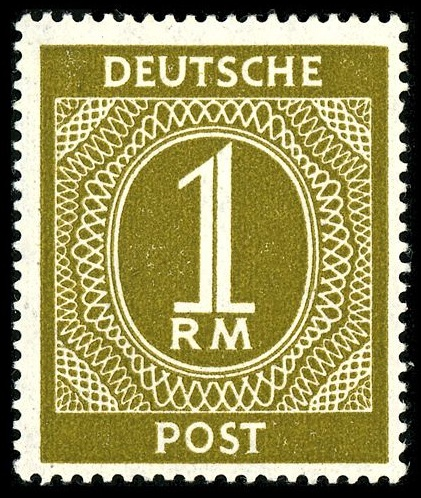
Problema común 1946, Scott # 556

Con la ocupación de Alemania por los poderes aliados, los servicios postales volvieron a funcionar pero fueron administrados bajo diferentes autoridades. Los servicios de ocupación estadounidenses y británicos proporcionaron estampillas AM Post (AM = Allied Military) durante 1945 como el primer paso para restaurar el servicio de correo en sus jurisdicciones. En diciembre de 1945, las autoridades francesas emitieron sellos para la zona française, que luego se complementaron con sellos para Baden, Renania-Palatinado y Wurtemberg. Además, se proporcionaron sellos separados para el Sarre. En la zona soviética, desde 1945, las distintas provincias, Brandeburgo, Mecklemburgo-Pomerania Occidental, Sajonia (Ost Sachsen, West Sachsen, Provinz Sachsen) y Turingia, emitieron diferentes estampillas. En 1946, se emitieron sellos alemanes como Deutsche Post para las zonas ocupadas estadounidense, británica y soviética, pero no para la zona francesa. El uso distintivo del amarillo para indicar el servicio postal fue decretado por el Consejo de Control Aliado en 1946. Con el desarrollo de la Guerra Fría, sin embargo, los intentos de unificar el sistema postal fracasaron. Para 1948, incluso antes del establecimiento de las dos repúblicas alemanas, los sellos comunes habían sido reemplazados por los definitivos para la zona soviética, y diferentes conjuntos de sellos para la bizona. 

### Deutsche Bundespost Berlín
Berlín Occidental, bajo la jurisdicción de las tres potencias occidentales, comenzó a lanzar sus propios sellos el 3 de septiembre de 1948. Continuó emitiendo sellos bajo la etiqueta Deutsche Bundespost Berlin durante 42 años, un total de más de 800 sellos diferentes, hasta la reunificación en 1990. Muchos sellos de Berlín Occidental eran similares a los sellos de Alemania Occidental. Los sellos de Berlín Occidental y Alemania Occidental podrían usarse en cualquier jurisdicción.

### Deutsche Post de la RDA
Con la formación de la República Democrática Alemana (RDA), el Deutsche Post de la RDA se estableció como la agencia gubernamental para proporcionar servicios de correo. Su primer sello fue lanzado el 9 de octubre de 1949. La producción de estos sellos fue prolífica, se produjeron alrededor de 3000 sellos diferentes durante la existencia del DP; relativamente bajo, sin embargo, fue el número de semipostales. Los sellos se utilizaron hasta cierto punto para obtener divisas en el extranjero, es decir, algunos sellos no se produjeron para circulación sino que se vendieron directamente a los vendedores de sellos. Además, para algunos conjuntos se produjo un sello específico en un número intencionalmente bajo, llamado Sperrwert (sello de valor bloqueado o sello con emisión limitada), para aumentar artificialmente el valor y venderlo por más dinero para los vendedores de sellos. Con la reunificación de 1990, el Deutsche Post se convirtió en parte del Deutsche Bundespost. 

### Deutsche Bundespost
Cuando se formó la República Federal de Alemania, la Deutsche Bundespost se convirtió en la agencia gubernamental monopólica de los servicios postales; el nombre fue adoptado en 1950, antes de ese año, se llamaba Deutsche Post. El número de FRG se lanzó el 7 de septiembre de 1949 (Scott # 665-666). En 1961, el código postal de dos dígitos fue reemplazado por un código de cuatro dígitos; esto fue reemplazado después de la reunificación. En el momento de la reunificación, se habían emitido alrededor de 1400 sellos diferentes. El proceso de convertir la agencia gubernamental en una empresa pública se inició en 1989 separando los servicios postales del banco postal y los servicios de comunicación. 

## Después de la unificación

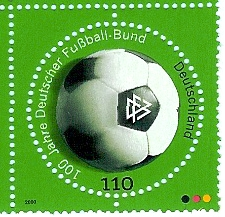
Sello de fútbol del Deutsche Post, 2000, Scott # 2063

### Deutsche Post AG
Con la reunificación alemana, el Bundespost con la incorporación del Deutsche Post proporcionaron servicios postales para todo el territorio de la República Federal, y los sellos alemanes, independientemente de su origen, fueron válidos postalmente hasta su fecha de vencimiento: para los sellos de la RDA Mi # 1004-3343 esto fue el 1 de octubre de 1990, y para la RDA Mi 3344-3365 el 12 de diciembre de 1991; este último tenía la misma fecha de vencimiento de los sellos de Berlín Occidental Mi # 326-879. Para 1993 se había introducido un nuevo código postal de cinco dígitos. En 1995, el Bundespost se convirtió en una sociedad anónima, el Deutsche Post AG, cuyas acciones estuvieron disponibles en 2000. La empresa con sus filiales opera en logística a escala global.Aunque el servicio postal fue privatizado, los sellos todavía son impresos y provistos por el gobierno alemán. 

## Estadísticas
Según el Catálogo Scott, el siguiente número de sellos  (regulares y semipostales) fueron emitidos por el Reichspost (1871-1945), el Deutsche Post (RDA) (1949-90), el Deutsche Bundespost Berlin (1949-90) y el Deutsche Bundespost (1949-90): 
| Autoridad postal           | Sellos regulares emitidos | Semipostales emitidos | Conjunto |
| -------------------------- | ------------------------- | --------------------- | -------- |
| Reichspost                 | 556                       | 293                   | 849      |
| Deutsche Post (RDA)        | 2805                      | 191                   | 2996     |
| Deutsche Bundespost Berlin | 592                       | 285                   | 877      |
| Deutsche Bundespost        | 955                       | 395                   | 1350     |
| Totales                    | 4908                      | 1164                  | 6072     |